# 誰も知らない泣ける歌
『誰も知らない泣ける歌』（だれもしらないなけるうた）は、2008年10月7日から2009年5月26日まで、日本テレビ系列で、毎週火曜日の21:00 - 21:54（JST）に放送された音楽番組である。通称「泣け歌」。

## 概要
日本テレビ・読売テレビ・中京テレビの3局のみ、20:54からの6分間を『まもなく!誰も知らない泣ける歌』というプレ番組の放送に充てている。ただし新聞のテレビ欄では便宜上、他の曜日の同時間帯の番組と同様にプレ番組を含めた20:54開始として記載されており、Gコードも8桁となっている。
初回は2時間スペシャルを放送し、視聴率も12%とまずまずの数値を記録。2回目以降は一桁台後半を推移し、回によっては、時間帯最下位になることもあった。
2009年5月26日の放送を以って終了した後、6月から8月25日までは単発特別番組枠として充てられ、『踊る!さんま御殿!!』、『魔女たちの22時』のスペシャルなどで穴埋めされた。そして同年9月1日から『有名人が集まる結婚相談所』が特番として放送され、それをレギュラー化にした『シアワセ結婚相談所』がスタート。これにより『THE M』から続いた日テレ火曜21時の音楽番組シリーズは廃枠となった。

### 内容
オリコンチャートにのぼるようなヒット曲を中心的に取り上げる一般的な音楽番組とは一線を画し、セールスや知名度は高くないが「泣ける曲」のみを、再現ドラマを交えながら紹介する番組。具体的には、以下のような例が挙げられる。
- インディーズバンドの曲（でんしれんぢ『ゆうきのうた』、すろーらいだーず『だからBaby』など）
- 著名なミュージシャンのシングルカットされていない曲（荒井由実『瞳を閉じて』、サザンオールスターズ『心を込めて花束を』など）
- 地方局からヒットした曲（navy&ivory『指環』、伊藤秀志『大きな古時計 ZuZuバージョン』など）
- アニメソングや子供向けの歌（坂田おさむ『ママの結婚』、藤田淑子『ははうえさま』など）
- CMソングや企業ソング（熊木杏里『新しい私になって』、井上陽水『歌にさそわれて』など）
- 著名だがあまり知られていない泣けるエピソードを持った曲（渡辺美里『My Revolution』、美空ひばり『一本の鉛筆』など）
- 泣けるエピソードのあるカバー曲（木山裕策『瞳をとじて』、コロッケ『母に捧げるバラード』など）

2009年1月からは「泣ける歌グッとシアター」と言うコーナーが新設された。参加者がジャンルや歌にとらわれず心にグッとくる音楽にまつわるパフォーマンスやエピソードを披露し、司会の西田がどれだけ心にグッときたかを「グッと」「ググッと」「グググッと」の三段階の「グッたま」と呼ばれる風船で審査する（ただし、グッと来なかったとして審査無しとなる場合もある。特にお笑い芸人などが多かった）。出演者は芸能人の他に一般参加者も番組サイトで募集している。

## 出演者
司会
- 西田敏行
- 上田晋也（くりぃむしちゅー）

歌の語り部
- 高原兄
- 萩原健太

## 紹介曲
2008年12月2日以降の放送では番組冒頭で、「先週最も泣けた歌」を放送している。太字はそれに選ばれた曲である。
- 2008年10月7日オンエア

「あなたが美しいのは」小椋佳
「旅立つ日」JULEPS
「ゆうきのうた」でんしれんぢ
「雨ニモマケズ」宇佐元恭一
「糸」Bank Band
「だからBaby」すろーらいだーず
「窓」矢野真紀
「俺たちの明日」エレファントカシマシ
「アンマー」かりゆし58
- 2008年10月14日オンエア

「親愛なる母上様」奥野勝利
「瞳を閉じて」荒井由実
「この星空の彼方」岡本真夜
「ひとりじゃないから」大城友弥
- 2008年10月21日オンエア

「はるじょおん ひめじょおん」イルカ
「浅草キッド」ビートたけし
「パパとあなたの影ぼうし」こんのひとみ
「ママの結婚」坂田おさむ
- 2008年10月28日オンエア

「ボーイズ・オン・ザ・ラン」馬場俊英
「生命」松山千春
「陽気に行こう」高石ともや
「勝利者」小坂忠
- 2008年11月4日オンエア

「プリン」こやぶかずとよ
「心を込めて花束を」サザンオールスターズ
「新たなる"旅立ち"」井上貴一
「前を向いて歩こう」寿-kotobuki-
- 2008年11月11日オンエア

「めぐり逢い」西城秀樹
「夜明けのうた」本田美奈子.
「ひまわり」宮原彩
「笑顔のゆくえ」スーパーバンド
- 2008年11月18日オンエア

「指輪」navy&ivory
「極光（オーロラ）」さだまさし
「あたらしい世界」ゴスペラーズ
「笑って笑って」奥華子
- 2008年11月25日オンエア

「母賛歌」Metis
「息子よ」藤岡藤巻
「心の瞳」坂本九
「生きてるだけで それだけで」いっこく堂
「檸檬 Lemon」加藤登紀子
「コバルトブルー」indigo blue
「もう会えない」長井健司
「25年ぶりの手紙」クーペ&Shifo
「もしもピアノが弾けたなら」西田敏行
- 2008年12月2日オンエア

JR東海・シンデレラ・エクスプレスCM、クリスマス・エクスプレスCM
「クリスマス・イブ」山下達郎
「メロンパンのうた」ゆっぴ
「Stand by me」清水翔太
「やつらの足音のバラード（ギャートルズより）」ちのはじめ
「Smile」しおり
「ちぃちゃんの歌」cocoon
「西へ向かう」東田寿和
- 2008年12月9日オンエア

「恋人たちのクリスマス」福原美穂
資生堂企業CM「新しい私になって」熊木杏里
「神戸讃歌」ヴィッセルサポーター（原曲は愛の賛歌）
「やきとりじいさん」もりたかし
「My Revolution」渡辺美里
「希望の鐘が鳴る朝に」THE ALFEE
「私にできること」KOKIA
「大丈夫だよ」杉浦貴之
- 2009年1月13日オンエア

「誰も寝てはならぬ」（オペラ「トゥーランドット」より）ポール・ポッツ
「瞳をとじて（平井堅より）」木山裕策
「ははうえさま（一休さんより）」藤田淑子
「WINDING ROAD（絢香×コブクロより）」モエヤン
「遠く遠く」槇原敬之
「明日に架ける橋」サイモン&ガーファンクル
「空と君のあいだに」中島みゆき
「野に咲く花のように」Gackt
「愛のカタチ」中村つよし
- 2009年1月20日オンエア

「旅人のうた（中島みゆきより）」鳥居みゆき
「Jewelry day（絢香より）」立木早絵
「生きてこそ（ムシキングより）」Kiroro
西日本鉄道バス企業CM「歌に誘われて」井上陽水
「一本の鉛筆」美空ひばり
「ロボットアームで抱きしめて」塙裕介
「母賛歌」（Metisの母親の葬儀にて披露された映像）Metis
「少女の涙に虹がかかるまで」喜納昌吉
- 2009年1月27日オンエア

「永遠にともに（コブクロより）」山崎邦正
総合人材サービス会社・三幸興業の静岡県限定CM「電車くん編」「パワーロボ編」
「奇跡を望むなら...」JUJU
「たしかなこと（小田和正より）」パントマイミスト・壊れたロボット NOZOMI
「嘲笑」ビートたけし
「クマのぬいぐるみ（みんなのうたより）」吉岡雄介
「Promise」Sonar Pocket
「たまるか」橋本ひろし
「管」山沢大洋
- 2009年2月3日オンエア

「I Will Always Love You（ホイットニー・ヒューストンより）」
「アイニーヂュー」坂本サトル
「おしえて（アルプスの少女ハイジより）」伊藤啓子
アイシア株式会社CM「アイシアの歌」
「ちびとふとっちょ」THE NEUTRAL
「大阪うまいもんの歌」大阪幼稚園児
「君の虜」アップダウン
「崖の上のポニョ（カバー曲）」ミュンヘン・ソーセージ・オールスターズ
「愛しい人へ」ET-KING
- 2009年2月10日オンエア

「1001のバイオリン」THE BLUE HEARTS
「母に捧げるバラード（海援隊より）」コロッケ
「ノンちゃん雲に乗る」大橋のぞみ
「I want you back（ジャクソン5より）」モエヤン
「パラダイス銀河」CHAGE&ASKA
「世界でいちばん頑張ってる君に」HARCO
「学園天国（フィンガー5より）」モンキー5
「ママのピアノ」風味堂
- 2009年2月17日オンエア

「誰も知らない泣ける歌」バブルガム・ブラザーズ
「大きな古時計 ZuZuバージョン」伊藤秀志
「ご自由にどうぞ」所ジョージ
「元祖天才バカボンの春」こおろぎ'73 コロムビアゆりかご会
「想い〜ウムイ〜」ji ma ma
「I'll be」YUI
「人生に乾杯を!」コーヒーカラー
- 2009年2月24日オンエア

「You belong to me」シャーマン・ポア
「生まれ来る子供たちのために（小田和正より）」パントマイミスト・壊れたロボットのぞみ
「今日の日はさようなら」大橋のぞみ
「ミセス・ロビンソン」ザ・レモンヘッズ
「しあわせ運べるように」川嶋あい
「情熱大陸（葉加瀬太郎より）」フレンチブルドッグ
「願い」宮下江里香
「傷だらけのhero」前田亘輝
「それぞれに」中孝介
- 2009年3月3日オンエア

「いいね!横浜G30」クレイジーケンバンド
「TOP OF THE WORLD（カーペンターズより）」峠恵子
「A Whole New World」ニック・ピテラ
「Everything（MISIAより）」黒沢かずこ
「言葉にできない（小田和正より）」パントマイミスト・壊れたロボットのぞみ
「Ichigeki〜もう一度一歩から〜」THE BLACK BELTS
「また逢う日まで（尾崎紀世彦より）」島田夫妻
「風なぎ（スガシカオより）」久本朋子
「手紙〜親愛なる子供たちへ〜」樋口了一
- 2009年3月10日オンエア

「ふるさとからの声」成底ゆう子
アルケミストの即興ライブ
KDDIauのCM〜「最後の手紙」篇〜
「コムダビチュード」長谷川きよし
「What a wonderful world」ルイ・アームストロング
「しょげないでよBaby」近藤房之助
- 2009年3月31日オンエア

「ぐっちょきパンダ」まえだまえだ
「ほしのかずだけ」マユミーヌ
「Tomorrow（ミュージカル『アニー』より）」飯塚萌木・佐々木李子
「キセキ（GReeeeNより）」劇団かかし座
「アメイジング・グレイス」モスリン
「星になれたら」Mr.Children
「桜」河口恭吾
「いつも何度でも（千と千尋の神隠しより）」ナターシャ・グジー
「おばあちゃんの唄」代田幸子
「LIGHTHOUSE OF LOVE」中西圭三・Yae・原田真二
「応援歌 〜友へ〜」THEイナズマ戦隊
「さよならまたな」ET-KING
- 2009年4月28日オンエア

「泣けてくる（ウルフルズより）」トータス松本&河本準一（次長課長）
「メロンパンのうた」ゆっぴ
「春空-ハルソラ-」石野田奈津代
maxell CM
「We Will Rock You （QUEENより）」フレディ・エトウ&QUEENESS
「We Are The Champions（QUEENより）」フレディ・エトウ&QUEENESS
「あなたへ」HAYABUSA
「熱狂（ステージ）」甲斐バンド
- 2009年5月12日オンエア

「大丈夫」ji ma ma
「大人の勲章」嶋大輔
アルケミストの即興ソング
「アメイジング・グレイス」福原美穂
「Lovers Againの替え歌（EXILEより）」ダブルネーム
「WE ARE BEAUTIFUL」我武者羅應援團（がむしゃらおうえんだん）
「さよなら（銭ゲバより）」かりゆし58
- 2009年5月19日オンエア

「Automatic（宇多田ヒカルより）」ミラクルひかる
「First Love（宇多田ヒカルより）」ミラクルひかる
「男はつらいよ（渥美清より）」めおと楽団ジキジキ
「せつなせみのテーマ（100秒ラブストーリー『せつなせみ』より）」作家ユニット・藤井組
「贈られる言葉」藤岡藤巻
「ときめきよ永遠に〜ずっと忘れない〜」ビーグルクルー
「Song for…」HY
「たからもの」立道聡子
- 2009年5月26日オンエア（最終回）

映画炎のランナーテーマ曲「Chariots of Fire（ヴァンゲリスより）」
「Praan」Garry Schyman
「笑顔のゆくえ」スーパーバンド
「笑って笑って」奥華子
「母賛歌」Metis
「旧友再会（河島英五より）」長女・河島あみる&次女・河島アナム&長男・河島翔馬

## コンピレーションアルバム
2009年2月18日には、番組で取り上げられた楽曲をCDに収録した番組の公式コンピレーションアルバムが発売された。また、番組の趣旨にインスパイアされたとして、7社のレコード会社による外伝盤も同時発売となった。

## テーマ曲
- バブルガム・ブラザーズ「誰も知らない泣ける歌」
  - 作詞：Bro.TOM / 作曲：Bro.KONE

## スタッフ
- ナレーター：窪田等
- 総合演出・企画：髙橋利之
- 構成：桜井慎一、石原健次、金森直哉、川上トリオ、杉山奈緒子、武洋行、アサダアツシ
- TM：江村多加司
- SW：米田博之
- CAM：日向野崇
- MIX：川合亮
- 調整：田口徹
- 照明：内藤晋
- 編集：中西祐介
- MA：山本宗太
- 音効：加藤つよし
- 美術：林健一
- CG：キャニットG
- デザイン：本田恵子
- 楽器：佐藤継信
- マルチ：ミジェット
- WEB制作：4Cast.co.jP
- 広報：向笠啓祐
- TK：坂本幸子
- デスク：小林祐子
- 企画協力：寺内壮
- 編成：前田伸一郎
- 番組企画：安島隆
- 協力：第一興商
- 技術協力：NiTRO、ヌーベルバーグ
- 美術協力：日テレアート
- リサーチ：宮内智弘、猪目匡美、石川敦子、平沢美紀、井口和秀、加藤勇樹
- AD：瑞慶村祥子、小寺倫代、秋本始夏亘、久保田博哉、安田太地、福田誠也、志賀大紀、中津川健次郎、山ノ辺紀子
- AP：岩崎広樹、山川好美、柏俣絵里子、中附智貴、伊藤広人、加藤正和
- ディレクター：橋本和明、川口智久、斉藤吉彦、道下貴之、卜部一哉、岩本智也、大岩タカユキ、西原信行、田中真之、加地克也、矢合清、川本賢一郎、塚田直之、長井香織、徳永美哲
- 演出：上利竜太
- プロデューサー：遠藤正累、田中宏史 / 髙松明央、当麻康夫、福島ツトム、小島俊一、阿河朋子、大島美貴、川嶋典子
- チーフプロデューサー：松岡至
- 制作協力：いまじん、THE WORKS、ジーワン、創輝、えすと
- 製作著作：日本テレビ